# Hệ thống trao đổi lưu lượng truy cập
Hệ thống trao đổi lượng truy cập (tiếng Anh: traffic exchange) là một dạng dịch vụ cho phép các website trao đổi nội dung với nhau, qua đó cùng có thêm lượt truy cập, điều đó sẽ giúp bạn rất nhiều.

## Khái niệm
Người quản trị trang web phải đăng ký với hệ thống trao đổi lượng để trở thành một thành viên. Khi đã trở thành thành viên rồi, hệ thống sẽ đưa nội dung của trang web này lên các trang web thành viên khác dưới dạng một ô nhỏ (widget hay news box). Khi khách nhấp chuột vào nội dung đó, họ sẽ được chuyển đến trang web gốc. Bù lại, trang web này cũng phải đưa nội dung của các thành viên khác lên trang web của mình. Việc trao đổi nội dung như thế giúp cho các trang web đều có khách truy cập mới, làm tăng lượng truy cập.
Sự trao đổi được thực hiện thông qua tín chỉ (credit). Giả sử trang web của bạn là một thành viên của hệ thống trao đổi lượng truy cập. Khi bạn đưa nội dung của trang web khác trong hệ thống lên trang web của mình, bạn sẽ nhận được số tín chỉ nhất định tương ứng với số lượng người xem bạn mang đến cho những trang web thành viên kia. Bạn có thể dùng số tín chỉ này để đưa nội dung của trang web mình lên các trang web thành viên khác trong hệ thống để nhận lại lượng truy cập tương xứng. Tỷ lệ lượng truy cập nhận về so với lượng truy cập mang đến cho các trang web thành viên khác có thể là 1/1 hoặc thấp hơn tuỳ thuộc vào từng hệ thống.
Hầu hết các hệ thống này là miễn phí, mặc dù một số hệ thống có cung cấp tính năng đặc biệt cho thành viên trả tiền hay rao bán tín chỉ. Hầu hết các hệ thống trao đổi lượng truy cập khuyến khích thành viên xây dựng mạng lưới giới thiệu của chính mình để có thể tăng tín chỉ.
Trên thực tế, hệ thống trao đổi lượng truy cập thường được sử dụng bởi những website muốn được quảng cáo miễn phí hay sử dụng bởi những người làm marketing cho những chiến dịch marketing ngân sách hạn hẹp.

## Lịch sử
Trao đổi lượng truy cập có lịch sử từ những ngày đầu tiên thành lập web và được sử dụng chủ yếu bởi các tổ chức để chia sẻ trang web giữa nhân viên. Người xem sẽ đánh giá các trang theo cách tương tự như hiện tượng bookmark bây giờ. Khi những trang web thú vị còn khó để tìm, trao đổi lượng truy cập là một công cụ mang lại hiệu quả vô cùng.
Năm 1994, trao đổi lượng truy cập chuyển từ mạng nội bộ của doanh nghiệp sang web. Trong một nỗ lực để xây dựng cộng đồng, khái niệm đánh giá trang web được thay thế bằng điểm thưởng cho thành viên vì ghé thăm trang web. Tuy nhiên, hình thức này dẫn đến việc nhiều người nhấp chuột chỉ để lấy điểm thưởng chứ không thực sự quan tâm đến trang web.